# Vladimir Kragić
Vladimir-Vlade Kragić (Split, 8. lipnja 1910. – Split, 17. rujna 1975.), hrvatski bivši nogometaš.
Ovaj omaleni ali snažni napadač krenuo je i završio svoju karijeru u splitskom Hajduku za kojeg je ne računajući samo ligaške utakmice nastupio 354 puta i pritom postigao 266 golova. Sezone 1933./34. na derbiju sa zagrebačkim HAŠK-om postigao 5 pogodaka u pobjedi od 7:1; ostala dva dali su Lemešić i Lin; a navodi se i da je dao sam svih 7 golova. Krenuo je kao lijevo bek da bi kasnije prešao u napad gdje se iskazivao iznimno snažnim udarcem. Bio je članom slavne generacije "bilih" predvođene legendarnim Lukom Kaliternom. Sezone 1932./33. je s 21 golom bio najbolji strijelac.
Za Jugoslaviju je odigrao tek 6 utakmica i pritom se 4 puta upisao u strijelce. Debitirao je pogotkom protiv Rumunja u Beogradu, 4. svibnja 1930. Posljednju utakmicu odigrao je 29. travnja četiri godine poslije opet s Rumunjskom, ovaj put u Bukureštu.
Umro je i pokopan jeseni 1975. u rodnom Splitu. 
Statistika u Hajduku
| Natjecanje        | Nastupi | Zgoditci |
| ----------------- | ------- | -------- |
| Prvenstvo         | 137     | 78       |
| Kup               | 16      | 11       |
| Superkup          | 0       | 0        |
| Međunarodne       | 0       | 0        |
| Splitski podsavez | 18      | 26       |
| Ukupno            | 171     | 115      |
| Prijateljske      | 183     | 151      |
| Sveukupno         | 354     | 266      |